# Cotula microglossa
Cotula microglossa là một loài thực vật có hoa trong họ Cúc. Loài này được (DC.) O.Hoffm. & Kuntze ex Kuntze mô tả khoa học đầu tiên năm 1898.